# Il caffè di Raiuno Estate
Il caffè di Raiuno Estate è stata la versione estiva de Il caffè (già Il caffè di Raiuno), spin-off di Unomattina Estate, in onda dal 2012 al 2020 su Rai 1. Il programma veniva trasmesso dallo Studio 3 del CPTV Rai di Saxa Rubra a Roma

## Programmazione
Dal 2012 al 2015 è andato in onda, con il titolo di Unomattina Estate - Caffè, dal lunedì al venerdì, dalle 6 alle 6:30. Dopo un periodo di pausa, si è riaffacciato sui teleschermi nel 2019 con il titolo de Il caffè di Raiuno Mondo, in onda ogni sabato dalle 6 alle 6:55.
Nel 2020 andò in onda, con il titolo de Il caffè di Raiuno Estate, dalle 7:05 alle 9:30, inframmezzato dalle edizioni mattutine del TG1.
Nel 2016 e 2017 non andò in onda perché la stagione estiva fu inglobata in quella invernale, mentre nell’estate del 2018 non venne del tutto trasmesso.

## Edizioni
| Edizione | Titolo                    | Periodo        | Periodo          | Conduttori        | Conduttori        |
| Edizione | Titolo                    | Inizio         | Fine             | Conduttori        | Conduttori        |
| -------- | ------------------------- | -------------- | ---------------- | ----------------- | ----------------- |
| 1ª       | Unomattina Estate Caffè   | 4 giugno 2012  | 7 settembre 2012 | Guido Barlozzetti | Cinzia Tani       |
| 2ª       | Unomattina Estate Caffè   | 3 giugno 2013  | 6 settembre 2013 | Guido Barlozzetti | Cinzia Tani       |
| 3ª       | Unomattina Estate Caffè   | 2 giugno 2014  | 5 settembre 2014 | Guido Barlozzetti | Cinzia Tani       |
| 4ª       | Unomattina Estate Caffè   | 1º giugno 2015 | 4 settembre 2015 | Guido Barlozzetti | Cinzia Tani       |
| 5ª       | Il caffè di Raiuno Mondo  | 22 giugno 2019 | 7 settembre 2019 | Guido Barlozzetti | Cinzia Tani       |
| 6ª       | Il caffè di Raiuno Estate | 4 luglio 2020  | 5 settembre 2020 | Pino Strabioli    | Roberta Ammendola |

## Audience
| Edizione | Rete Televisiva | Anno | Programmazione          | Programmazione       | Programmazione | Programmazione | Programmazione | Programmazione | Programmazione | Telespettatori | Share |
| Edizione | Rete Televisiva | Anno | L                       | M                    | M              | G              | V              | S              | D              | Telespettatori | Share |
| -------- | --------------- | ---- | ----------------------- | -------------------- | -------------- | -------------- | -------------- | -------------- | -------------- | -------------- | ----- |
| 1ª       | Rai 1           | 2012 |                         |                      |                |                |                |                |                | -              | -     |
| 2ª       | Rai 1           | 2013 |                         |                      |                |                |                |                |                | -              | -     |
| 3ª       | Rai 1           | 2014 |                         |                      |                |                |                |                |                | -              | -     |
| 4ª       | Rai 1           | 2015 | 131.000                 | 9,88%                |                |                |                |                |                |                |       |
| 5ª       | Rai 1           | 2019 |                         |                      |                |                |                |                | 240.000        | 10,54%         |       |
| 6ª       | Rai 1           | 2020 | 460.000 841.000 773.000 | 12,71% 16,59% 15,60% |                |                |                |                |                |                |       |